# Йоанна Австрійська
Йоанна Австрійська (нім. Johanna von Österreich, італ. Giovanna d'Austria) (24 січня 1547 — 11 квітня 1578) — ерцгерцогиня Австрії. У шлюбі з Франческо I Медічі була великою принцесою Тоскани, а згодом — великою герцогинею Тоскани. Однією з її дочок була Марія Медічі, королева-консорт Франції і Наварри.

## Перші роки

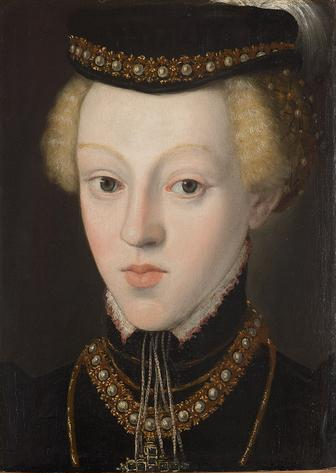
Йоанна Австрійська; 1562 р.

Йоанна народилася в Празі наймолодшою з 15 дітей Фердинанда I, імператора Священної Римської імперії, та Анни Богемської та Угорської. Вона ніколи не знала своєї матері та старшої сестри, оскільки мати померла через два дні після народження Йоанни, а її сестра Єлизавета Австрійська, королева Польщі, померла за два роки до народження Йоанни.
Її бабусею і дідусем по батькові були Філіп I Кастильський і Хуана Кастильська. Її бабуся та дідусь по материнській лінії були королем Богемії та Угорщини Владиславом II та Анною де Фуа-Кандаль. Через свого батька Йоанна також була нащадкою Ізабелли I Кастильської та Марії Бургундської.
Узимку 1547 року овдовілий імператор Фердинанд I віддав усіх своїх неодружених дочок під опіку черниць монастиря в Інсбруку. Лише одного разу, у 1552 році, під час вторгнення протестантської армії до Тіролю під командуванням Моріца, курфюрста Саксонії, Йоанна та її сестри Магдалена, Маргарет, Барбара та Олена провели деякий час за межами монастиря в замку Брунек.
Йоанна отримала глибоко релігійне католицьке виховання. Характерними рисами її освіти, заснованої на працях єзуїтів Петра Канізія та Дієго Лайнеса, були релігійність і милосердя. Її сповідники також були єзуїтами.

## Шлюб
У листопаді 1565 року вона та її сестра Барбара, яка була заручена з Альфонсо II д'Есте, герцогом Феррарським, прибули до Тренто, куди Папа Пій IV послав своїх легатів для проведення церемонії подвійного шлюбу; однак, через відновлення конфлікту між женихами, Йоанні та Барбарі довелося поїхати до відповідних столиць (Феррара та Флоренція) своїх наречених, щоб одружитися.
Її шлюб із Франческо I Медічі, Великим герцогом Тоскани, відбувся 18 грудня 1565 року у Флоренції після того, як вона урочисто прибула до міста Порта-аль-Прато. Джорджо Вазарі та Вінченцо Боргіні за допомогою Джованні Каччіні влаштували великі свята для цієї події. Партію також відвезли на віллу Медічі в Поджо-а-Каяно.
Проте Йоанна сумувала за домівкою і була нещасною. Ігнорована чоловіком і зневажена флорентійцями за її австрійську гордовитість, вона ніколи не почувалася у Флоренції як удома.
Її тесть, Козімо I Медічі, був досить добрим до Йоанни. Він наказав спеціально для неї прикрасити внутрішній дворик Палаццо Веккйо; люнети були розписані фресками австрійських міст учнями Вазарі, а фонтан «Путто з дельфіном» Верроккйо був привезений із вілли Кареджі, де він був встановлений у саду Лоренцо Медічі.
Становище Йоанни при флорентійському дворі було важким: між 1567 і 1575 роками вона народила шістьох дочок, з яких лише три пережили дитинство. Відсутність спадкоємця чоловічої статі для продовження династії стала причиною постійних конфліктів із чоловіком, який віддавав перевагу товариству своєї коханки Б'янки Каппелло, яка народила в 1576 році сина Антоніо.
Нарешті в 1577 році Джоанна народила довгоочікуваного спадкоємця, якого охрестили Філіппо на честь короля Іспанії Філіпа II, двоюрідного брата Йоанни. Двір відсвяткував народження з великою радістю, оскільки тепер правонаступництво Великого Герцогства було забезпечено, а будь-які амбіції Б'янки Каппелло мати свого сина Антоніо як спадкоємця Тоскани були усунені. Однак Філіппо мав померти молодим, і швагер Йоанни, Фердинандо, змінив Франческо на посаді великого князя.

## Смерть
10 квітня 1578 року Йоанна, вагітна увосьме, впала зі сходів Великого герцогського палацу у Флоренції. Через кілька годин вона передчасно народила хлопчика, який одразу помер. Вона померла наступного дня, 11 квітня. Згодом Франческо одружився зі своєю коханкою Б'янкою Каппелло, зробивши її великою герцогинею.
Загадкові обставини трагедії викликали чутки про звинувачення чоловіка та його коханки у вбивстві ерцгерцогині, щоб вони могли одружитися. Однак сучасні медичні дослідження решток підтверджують офіційні повідомлення про її смерть внаслідок пологів (дитина передала першу руку, і у Джоанни стався розрив матки). Джоанна страждала на сколіоз: її хребет і таз були сильно деформовані. Зі стану її тазу зрозуміло, що її попередні пологи були важкими, і дивно, що вона їх пережила.

## Родина
Чоловік — Франческо I Медічі, великий герцог Тосканський
Діти:
1. Елеонора Медічі (28 лютого 1567 — 9 вересня 1611), дружина Вінченцо I Гонзага, герцога Мантуї, мала дітей.
2. Ромола Медічі (20 листопада 1568 — 2 грудня 1568), померла у дитинстві.
3. Анна Медічі (31 грудня 1569 — 19 лютого 1584), померла неодруженою.
4. Ізабелла Медічі (30 вересня 1571 — 8 серпня 1572), померла в дитинстві.
5. Лукреція Медічі (7 листопада 1572 — 14 серпня 1574), померла в дитинстві.
6. Марія Медічі (26 квітня 1575 — 3 липня 1642), дружина короля Франції Генріха IV, мала дітей.
7. Філіп Медічі (20 травня 1577 — 29 березня 1582) помер у дитинстві.
8. Мертвонароджений син (10 квітня 1578 — 10 квітня 1578).